# Adolf Ulrik Wertmüller
Adolf Ulrik Wertmüller (18 de fevereiro de 1751 – 5 de outubro de 1811) foi um pintor sueco cujas obras notáveis incluem Danaë och guldregnet (Danaë e a chuva de ouro).
Wertmüller nasceu em Estocolmo e estudou arte antes de se mudar para Paris em 1772 para estudar com seu primo Alexander Roslin e o pintor francês Joseph-Marie Vien. Em 30 de julho de 1784, Wertmüller foi eleito para a Academia Real de Pintura e Escultura.
Em 1785 o rei Gustavo III da Suécia encomendou a Wertmüller um retrato de Maria Antonieta, rainha da França, a obra está agora exposta no Museu Nacional de Belas-Artes da Suécia, em Estocolmo. Em 1787, ele produziu sua obra-prima Danaë, uma obra que se mostrou controversa como uma das primeiras pinturas de mulheres nuas expostas na América.
Wertmüller emigrou para os Estados Unidos em maio de 1794 e continuou seu trabalho como retratista, mais notadamente do general George Washington, mas em 1796 foi chamado de volta para a Suécia, acabou voltando para a Filadélfia em 1800.
Wertmüller casou-se com Elizabeth Henderson, neta de um dos primeiros pintores americanos de importância Gustavus Hesselius, em 8 de janeiro de 1801, e dois anos depois se retirou para uma fazenda em Claymont, Delaware, onde morreu com a idade de 60 anos. Ele morreu com 60 anos.

## Galeria

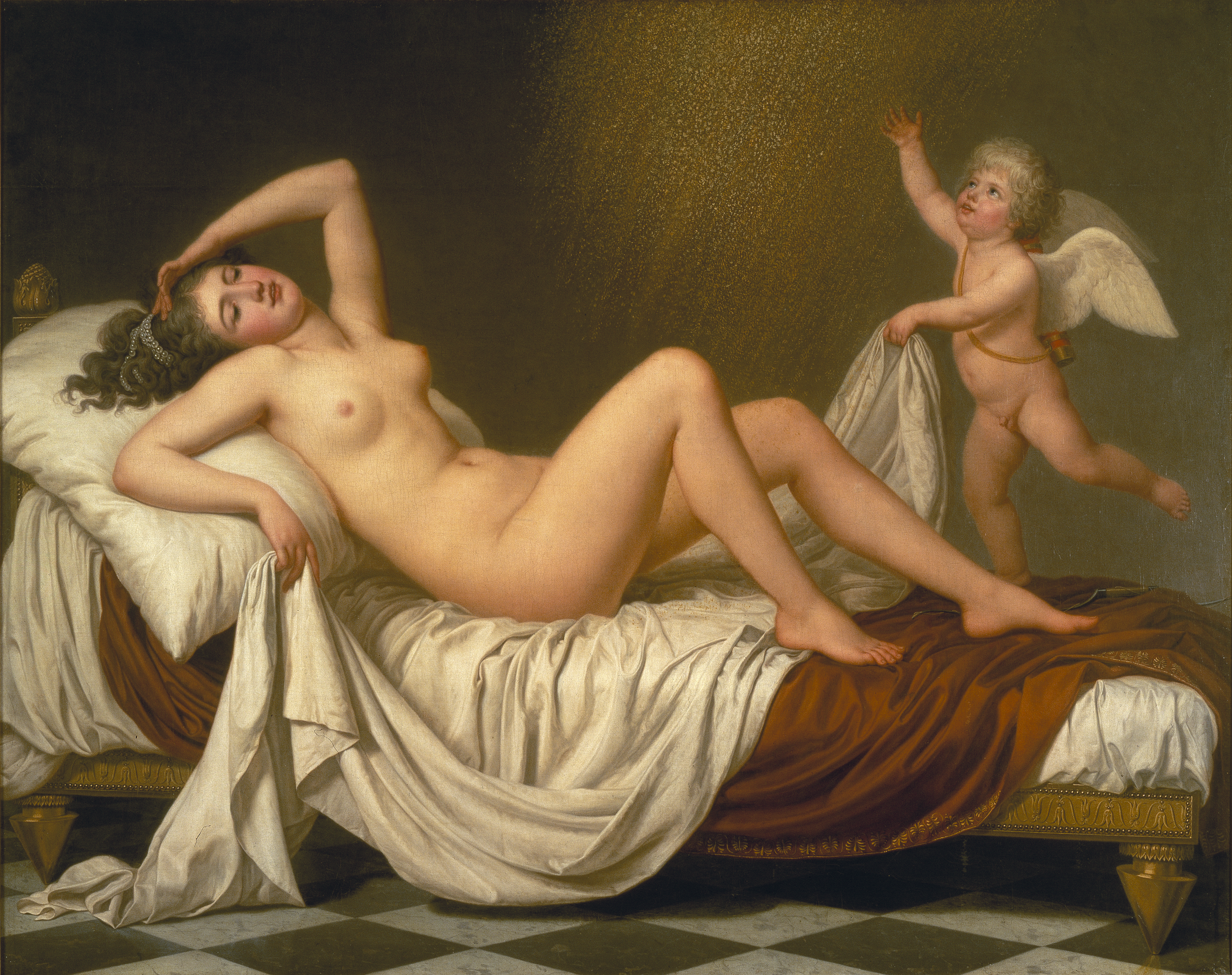
Dânae recebendo Júpiter numa chuva de ouro, (1787)
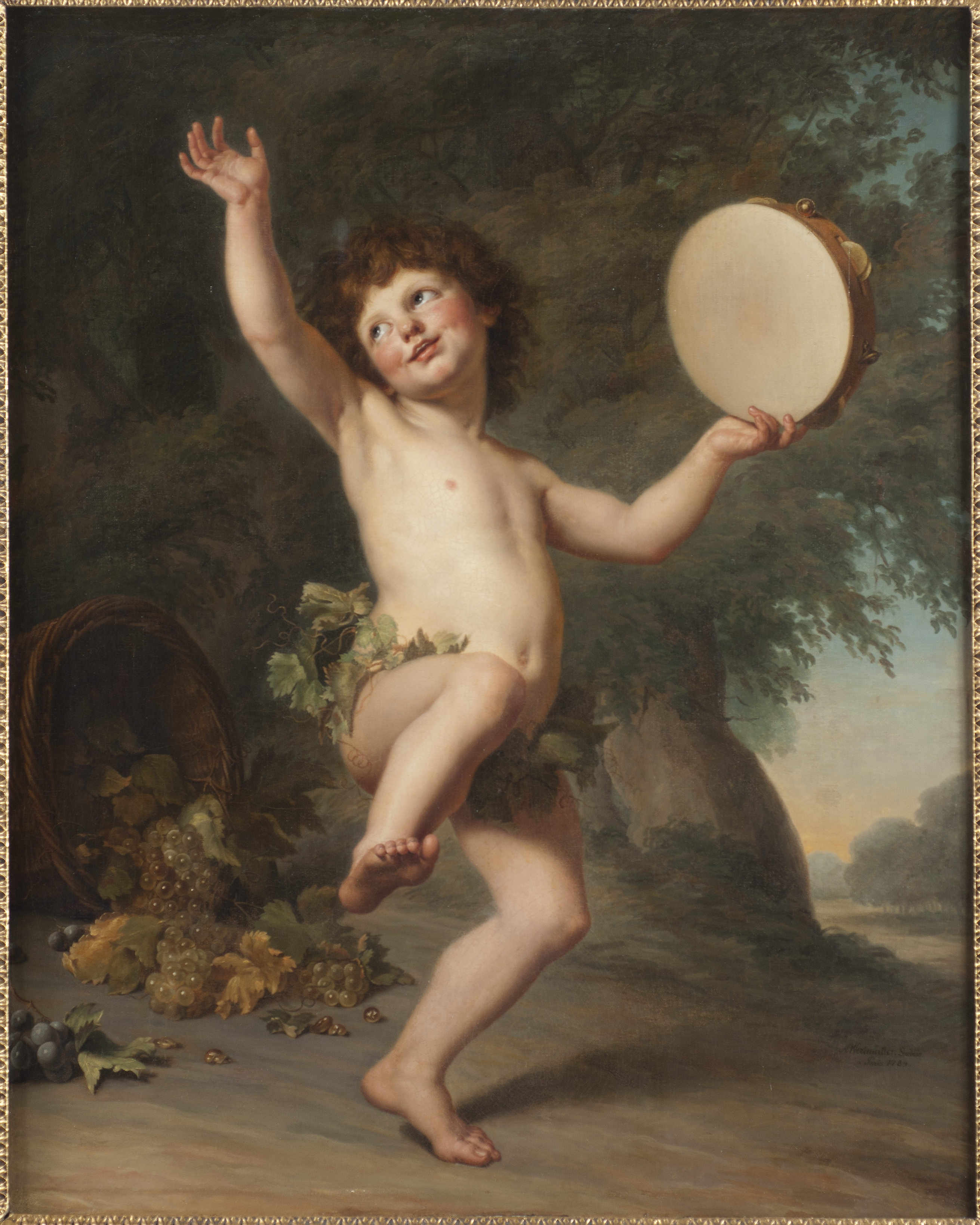
Amor e Dioniso., (1784)
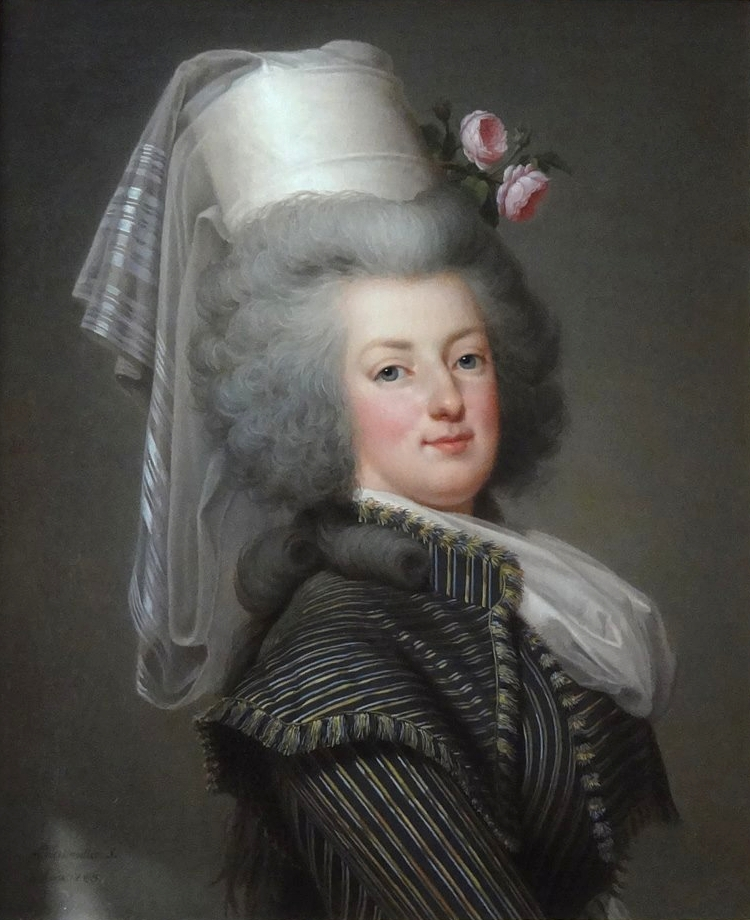
Maria Antonieta em um vestido de caça, (1788)
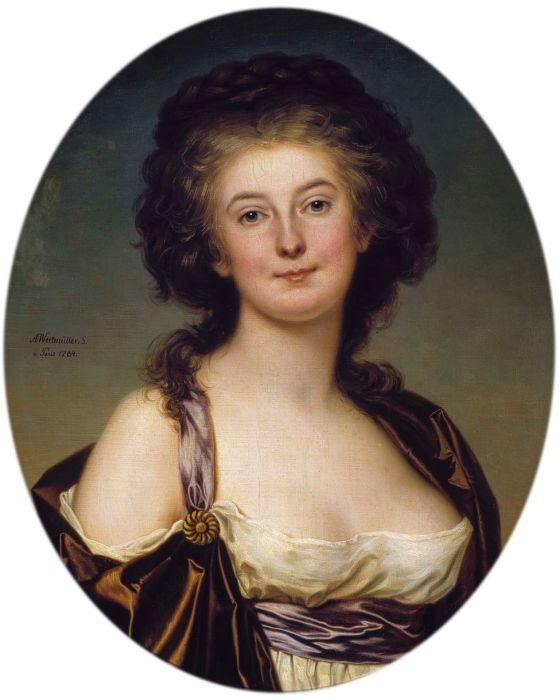
Mademoiselle Charlotte Eckerman, (1784)
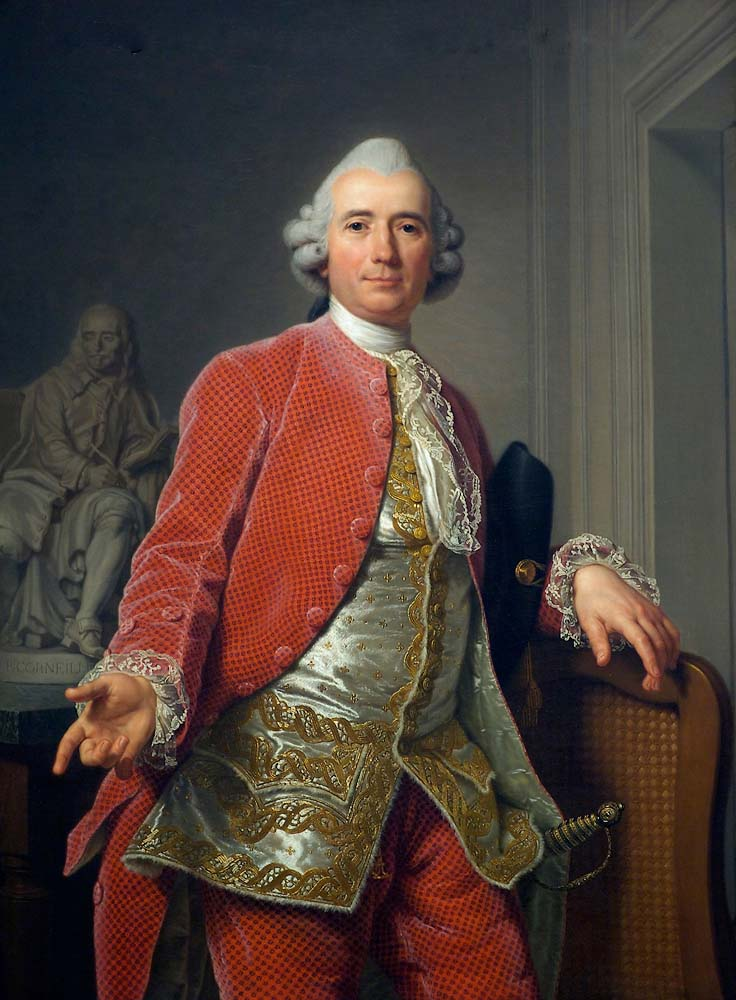
Jean-Jacques Caffieri, (1784)
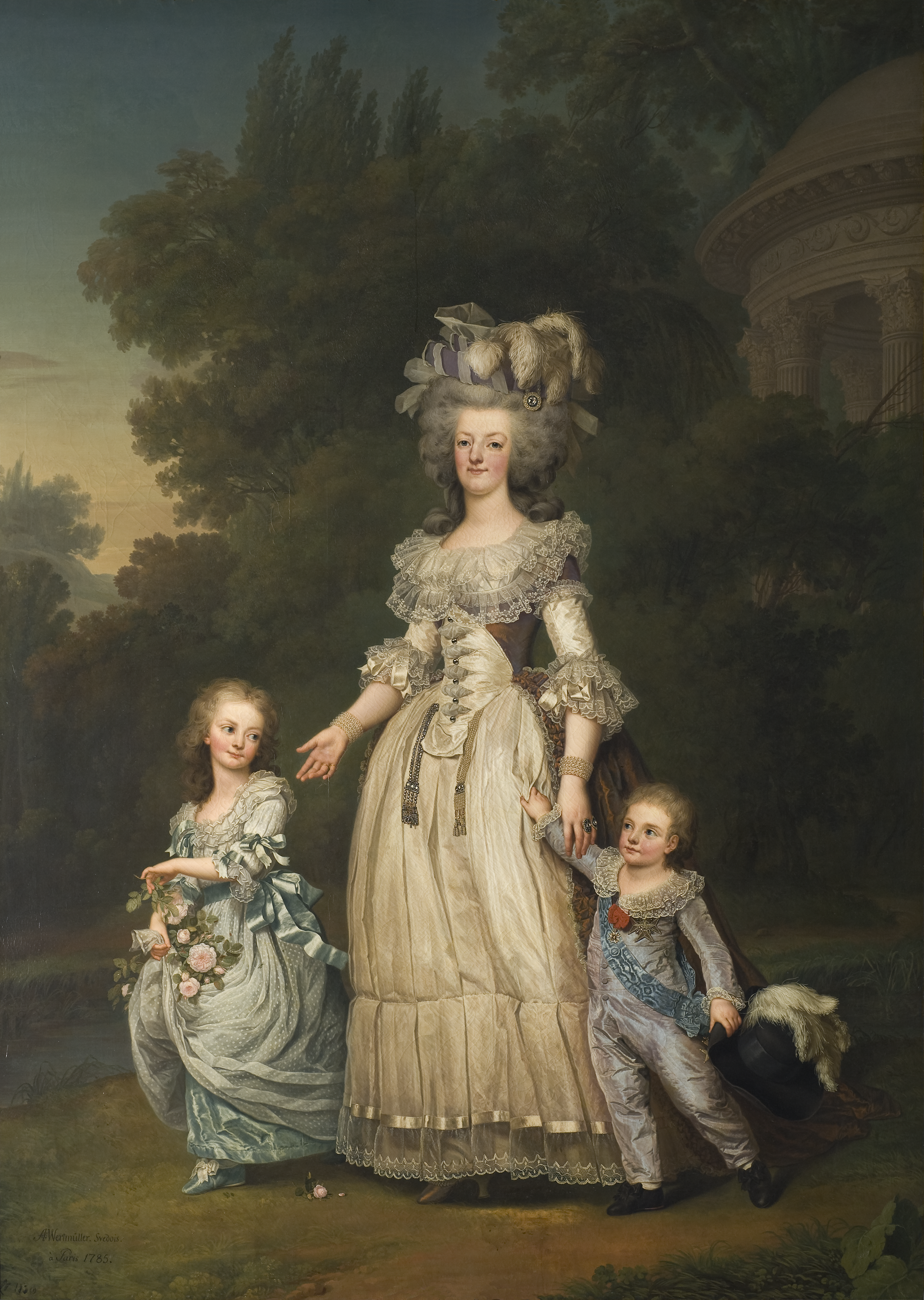
Rainha Maria Antonieta, (1785)